# Urugwaj na Letnich Igrzyskach Olimpijskich 1996
Urugwaj na Letnich Igrzyskach Olimpijskich 1996 reprezentowało 14 zawodników: 12 mężczyzn i dwie kobiety. Był to 16 start reprezentacji Urugwaju na letnich igrzyskach olimpijskich.

## Skład kadry

### Judo
Mężczyźni
- Jorge Steffano – waga do 65 kg – 21. miejsce,
- Willan Bouza – waga do 95 kg – 21. miejsce,

### Kolarstwo
Mężczyźni
- Gregorio Bare – kolarstwo szosowe wyścig ze startu wspólnego – nie ukończył wyścigu,
- Ricardo Guedes – kolarstwo szosowe wyścig ze startu wspólnego – nie ukończył wyścigu,
- Milton Wynants – kolarstwo torowe wyścig punktowy – 7. miejsce,

### Lekkoatletyka
Mężczyźni
- Waldemar Cotelo – maraton – 79. miejsce,
- Ricardo Vera – bieg na 3000 m z przeszkodami – odpadł w eliminacjach,

### Pływanie
Mężczyźni
- Javier Golovchenko
  - 100 m stylem motylkowym – 33. miejsce,
  - 200 m stylem motylkowym – 37. miejsce,

Kobiety
- Erika Graf – 200 m stylem klasycznym – 35. miejsce,

### Podnoszenie ciężarów
Mężczyźni
- Edward Silva – waga do 76 kg – 19. miejsce,

### Skoki do wody
Kobiety
- Ana Carolina Itzaina – skoki z wieży – 30. miejsce,

### Tenis ziemny
Mężczyźni
- Marcelo Filippini – gra pojedyncza – 17. miejsce,

### Żeglarstwo
- Andrés Isola – windsurfing mężczyźni – 39. miejsce,
- Ricardo Fabini – klasa Laser – 30. miejsce